# Pezzo di cuore
Pezzo di cuore – singel Emmy Marrone i Alessandry Amoroso, wydany 15 stycznia 2021, pochodzący z albumu Best of Me. 
Utwór napisali i skomponowali Dario Faini oraz Davide Petrella.
Singel był notowany na 2. miejscu na włoskiej liście sprzedaży i uzyskał status platynowego singla za sprzedaż ponad 50 tysięcy egzemplarzy.

## Notowania

### Pozycja na liście sprzedaży
| Kraj   | Notowanie (2021) | Najwyższa pozycja | Certyfikat | Sprzedaż |
| ------ | ---------------- | ----------------- | ---------- | -------- |
| Włochy | FIMI             | 2                 | platyna    | 50 000+  |